# محمد أنور (سياسي)
محمد أنور هو مصارع رياضي وسياسي باكستاني، ولد في 13 أبريل 1959. انتخب عضو الدورة ال 15 في الجمعية الوطنية في باكستان ‏ عن دائرة NA-41 Lakki Marwat ‏ وقد انضم خلال فترته النيابية ‏ للكتلة البرلمانية مجالس العمل المتحدة.

## وصلات خارجية
- محمد أنور (سياسي) على موقع قاعدة بيانات المصارعة الدولية (الإنجليزية)
- محمد أنور (سياسي) على موقع أوليمبيديا (الإنجليزية)